# Hohberg
Hohberg település Németországban, azon belül Baden-Württembergben. Lakosainak száma 8378 fő (2023. december 31.).

## Népesség
A település népessége az elmúlt években az alábbi módon változott:
| Lakosok száma | 6705 | 8103 | 8073 | 8178 | 8331 | 8378 |
|               | 1975 | 2017 | 2019 | 2021 | 2022 | 2023 |